# Barraca del Camildu
La barraca del Camildu, o barraca G-30, és una barraca de vinya del municipi de Subirats (Alt Penedès), situada prop del camí de Mas Granada, a les muntanyes d'Ordal, a uns 700 metres al nord-est de l'Ordal.
És una construcció aixecada en pedra seca, de planta circular, de 3,80 x 3,90 m d'amplada i 1,90 m d'alçada total. El portal, de llinda doble, està orientat al sud-oest, té una alçada de 90 cm, una amplada de 55 cm i un gruix de 65 cm. Té un conjunt vertical de cocó i 2 fornícules. Està en perfecte estat de conservació.
El codi utilitzat en la denominació d'aquesta barraca (lletra + número) procedeix d'un estudi realitzat per Araceli Soler i Jaume Rovira, que intenta sistematitzar la informació sobre aquests elements arquitectònics al terme de Subirats. Barraca del Camaldiu és el nom popular.